# NGC 5587
NGC 5587 је лентикуларна галаксија у сазвежђу Волар која се налази на NGC листи објеката дубоког неба.
Деклинација објекта је + 13° 55' 3" а ректасцензија 14h 22m 10,8s. Привидна величина (магнитуда) објекта NGC 5587 износи 12,9 а фотографска магнитуда 13,8. NGC 5587 је још познат и под ознакама UGC 9202, MCG 2-37-5, CGCG 75-20, PGC 51332.